# Mogens Haastrup
Mogens Haastrup (28 juni 1939) is een voormalig Deens voetballer die speelde voor FC Svendborg en Boldklubben 1909. In 1963 was Haastrup de topscorer van de Deense Eerste Divisie, destijds de hoogste Deense voetbalklasse. Haastrup heeft in 1970 twee interlands gespeeld voor Denemarken. Beide waren uitduels waarbij de tegenstanders het Belgisch voetbalelftal en het Fins voetbalelftal waren.